# 沙雪
沙雪（法語：Chassieu，法語發音：[ʃasjø]）是法国里昂大都会的一个市镇，属于里昂区。

## 地理
沙雪（45°44'40"N, 4°57'59"E）面积11.57 平方千米，位于法国奥弗涅-罗讷-阿尔卑斯大区里昂大都会，后者为法国的一个特殊地位集体，自2015年脱离罗讷省成立，位于法国中东部，中心城市为里昂。
与沙雪接壤的市镇（或旧市镇、城区）包括：代西讷-沙尔皮约、聖普列斯特、布龙、热纳斯、梅济约。
沙雪的时区为UTC+01:00、UTC+02:00（夏令时）。

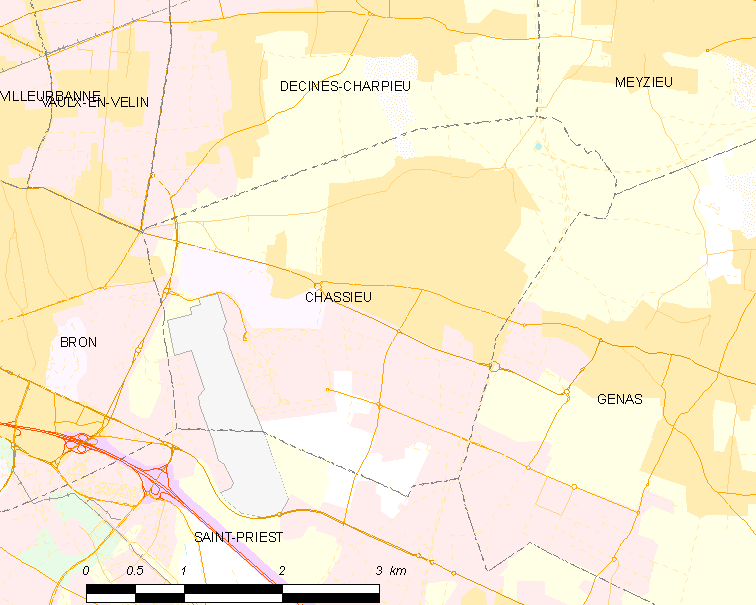
沙雪的OSM定位图

## 行政
沙雪的邮政编码为69680，INSEE市镇编码为69271。

## 政治
沙雪的现任市长为让-雅克·塞莱斯（Jean-Jacques Sellès）先生，任期为2020-2026年。

## 人口

1962-2008年间沙雪人口变化图示

沙雪于2022年1月1日时的人口数量为11214人。